# 巴厘王国

峇里王國最大疆域

巴厘王國（巴厘语：᭚ᬓᭂᬭᬚ᭡ᬦ᭄ᬩᬮᬶ；罗马化： Kĕrajaan Bali ）是914年至1908年期間曾统治現今印度尼西亚小巽他群岛巴厘省的一系列印度教和佛教王国。19世纪中叶起，荷屬東印度開始討伐巴厘王國。20世纪初，荷兰人徹底征服了巴厘岛。